# 陈湖 (1907年)
陈湖（1907年—1986年），男，江苏如东人，中华人民共和国通信工程专家。第三、六届全国人大代表，第五届全国政协委员。

## 生平
1929年毕业于上海国立交通大学电机系。曾任国立湖南大学、国立交通大学教授。1949年中华人民共和国成立后，历任国立交通大学教授，成都电讯工程学院教授兼无线电系主任，中国邮电通信学会电话交换技术专业委员会副主任。长期从事有线电通信教学和研究工作。

## 著作
编著有《电话学》《市内电话学》《巿内电话网技术设计基础》。